# Валбокето (Асти)
Валбокето је насеље у Италији у округу Асти, региону Пијемонт.
Према процени из 2011. у насељу је живело 10 становника. Насеље се налази на надморској висини од 184 м.